# دانشگاه سنشو
دانشگاه سنشو (専修大学، سنشو دایگاکو)، که معمولاً به عنوان سنشو (専修) یا سن دای (専大) شناخته می‌شود، یک دانشگاه خصوصی است که در شهر چیودا، ژاپن واقع شده‌است. این کالج در سال 1880 با نام کالج سنشو (専修学校، Senshu Gakko) تأسیس شد، یکی از قدیمی‌ترین دانشگاه‌های ژاپن است. این دانشگاه در مجموع حدود ۲۰۰۰۰ دانشجو از سراسر منطقه بزرگ توکیو دارد.
برخی از شرکای دانشگاه عبارتند از: دانشگاه بریستول (انگلیس)، دانشگاه بارسلونا (اسپانیا)، دانشگاه پکن (چین) و دانشگاه اورگان (ایالات متحده).
از زمان تأسیس، دانشگاه سنشو حدود ۲۹۰۰۰۰ فارغ‌التحصیل در زمینه‌های مختلف مانند سیاست، تجارت، فرهنگ، سرگرمی، ورزش و رسانه‌های جمعی اعزام کرده‌است.
تا سال ۲۰۲۳، ۷۰ فارغ‌التحصیل سنشو در بازی‌های المپیک شرکت کرده‌اند و ۹ فارغ‌التحصیل مدال کسب کرده‌اند.